# Атлетика на Летњим олимпијским играма 1936 — скок увис за жене
Такмичење у скоку увис за жене на Олимпијским играма 1936. одржано је на Олимпијском стадиону у Берлину. Такмичење је одржано 9. августа 1936. у 15 часова. Пријавњено је било 17 атлетичарки из 12 земаља. Није било квалификација и све су учествовале у финалу.
Пре почетка такмичења 1936 водећа скачица у скоку увис била је Дороти Одам која је освојила првенство у свој земљи са скоком од 1,65, што је био изједначен тадашњи светски рекорд, који никада није ратификован. На крају такмичења су Британка Дороти Одам Немица Елфриде Каун и Мађарица Ибоља Чак све имале скок преко 1,60, али су им резултати обрисани иако је Одам висину прескочила у првом, Чак у другом и Краун у трећем покушају и пуштају их да поново скачу на 1,62 за поделу медаља. Пошто висину 1,62 нико није прескочио, дозвољен је још један скок у плеј офу. Чак прескаче висину, и осваја злато, друге две руше 1,62. па је на основу скока на 1,60 друга Одам, а трећа Каун.

## Занимљивост
Најбољи резултат после Одам пре Игара имала је домаћа такмичарка Марица Бергман са резултатом 1,64. Пошто је Бергманова била Јеврејка, Олимпијски комитет Немачке није је ставио у екипу, па је немачка настулипа са две такмичарке иако је имала право на три. Један је била Каун, која је била бронзана, а друга Дора Ратјен која је била четврта. Међутим, након постављања три светска рекорда у 1937. и 1938, откривено је да је Ратјен била хермафродит - имала је мешовите полне карактеристике. Тако је било све до 1950. године када је Дора Ратјен отрила да јој је право име Херман Ратјен и да се по налогу Трећег рајха такмичио као жена у покушају да на Олимпијским играма у Берлину, донесе златну медаљу на нацисте. Његов наступ на Олимпијским играма у Берлину 1936. и искључивање његовог саиграча, Јеврејке Марица Бергман, био је тема немачког филма Берлин 1936 приказаног у септембру 2009.

## Земље учеснице
| - Аустрија (1) - Аустралија (1) - Белгија {1} - Финска (1) - Француска (1) - Холандија (2) | - Јапан (1) - Канада (1) - Мађарска (1) - Немачка (2} - Уједињено Краљевство (2) - САД (3) |

## Рекорди пре почетка такмичења
Стање 8. августа 1938.
| Светски рекорд    | 1,65 | Џин Шајли         | САД | Лос Анђелес, САД | 4. март 1932. |
| Светски рекорд    | 1,65 | Милдред Дидриксон | САД | Лос Анђелес, САД | 4. март 1932. |
| Олимпијски рекорд | 1,65 | Џин Шајли         | САД | Лос Анђелес, САД | 4. март 1932. |
| Олимпијски рекорд | 1,65 | Милдред Дидриксон | САД | Лос Анђелес, САД | 4. март 1932. |

## Освајачи медаља
|                    |                                  |                      |
| Ибоља Чак Мађарска | Дороти Одам Уједињено Краљевство | Елфриде Каун Немачка |

## Резултати и коначан пласман
| Пласман | Атлетичарка       | Земља                | 1,30 | 1,40 | 1,50 | 1,55 | 1,58 | 1,60 | 1,62 | Резултат | Плеј оф |
| ------- | ----------------- | -------------------- | ---- | ---- | ---- | ---- | ---- | ---- | ---- | -------- | ------- |
|         | Ибоља Чак         | Мађарска             | о    | o    | o    | o    | o    | хo   | ххх  | 1,60     | о       |
|         | Дороти Одам       | Уједињено Краљевство | -    | o    | o    | o    | o    | o    | ххх  | 1,60     | х       |
|         | Елфриде Каун      | Немачка              | -    | o    | o    | o    | ххo  | ххo  | ххх  | 1,60     | х       |
| 4       | Дора Ратјен       | Немачка              | -    | o    | o    | хo   | o    | ххх  |      | 1,58     | ххх     |
| 5       | Маргерит Никола   | Француска            | -    | o    | o    | ххo  | xxo  | xxx  |      | 1,58     | ххх     |
| 6       | Фани Бланкерс-Кун | Холандија            | o    | o    | o    | o    | xxx  |      |      | 1,55     |         |
| 6       | Анет Роџерс       | САД                  | o    | -    | xo   | xxo  | xxx  |      |      | 1,55     |         |
| 6       | Дорис Картер      | Аустралија           | o    | -    | xo   | xxo  | xxx  |      |      | 1,55     |         |
| 9       | Алис Арден        | САД                  | o    | o    | о    | ххх  |      |      |      | 1,50     |         |
| 9       | Кетрин Кели       | САД                  | o    | o    | о    | ххх  |      |      |      | 1,50     |         |
| 9       | Маргарет Бел      | Канада               | o    | o    | xо   | ххх  |      |      |      | 1,50     |         |
| 9       | Ванда Новак       | Аустрија             | o    | o    | xо   | ххх  |      |      |      | 1,50     |         |
| 9       | Нели Карингтон    | Уједињено Краљевство | -    | o    | xxо  | ххх  |      |      |      | 1,50     |         |
| 14      | Катерин Стивенс   | Белгија              | o    | o    | xxx  |      |      |      |      | 1,40     |         |
| 14      | Тини Копманс      | Холандија            | o    | хo   | xxx  |      |      |      |      | 1,40     |         |
| 14      | Џунко Нишида      | Јапан                | o    | ххo  | xxx  |      |      |      |      | 1,40     |         |
| 17      | Ирја Липасти      | Финска               | о    | ххх  |      |      |      |      |      | 1,30     |         |